# Armen
Armen là một xã trong quận Vlorë thuộc hạt Vlorë, Albania. Dân số năm 2005 là 5702 người.